# Petuelring
Der Petuelring [ˈpeˑtuˑeˑl-] ist eine rund 2,2 km lange Straße im Norden Münchens und Teil des Mittleren Ringes. Er verläuft zwischen Georg-Brauchle-Ring und Schenkendorfstraße.

## Lage
Der Petuelring liegt etwa vier Kilometer nördlich des Stadtzentrums. Der Ring verläuft in West-Ost-Richtung und markiert die Grenze zwischen den Stadtbezirken Milbertshofen und Schwabing-West. Der östliche Teil des Ringes verläuft im Petueltunnel. Über diesem Tunnel liegt teilweise der Petuelpark.

## Verlauf
Der vom Olympiapark kommende Georg-Brauchle-Ring geht an der untertunnelten Kreuzung Lerchenauer Straße (München-Zentrum−Feldmoching-Hasenbergl) in den Petuelring über. Hier liegt auch das BMW Museum. Nach 500 Metern beginnen auf der Höhe Riesenfeldstraße die Zufahrtsrampen zum Petueltunnel, in dem der Petuelring verläuft. Hier liegt ein Hochbunker aus dem Jahr 1941.
An der Oberfläche führen die zwei einstreifigen Rampen zur Kreuzung Schleißheimer Straße. Ab hier verläuft der Petuelring entlang des Nymphenburg-Biedersteiner Kanals vierstreifig (ohne Trennung der Richtungsfahrbahnen) über dem Petueltunnel Richtung Nordosten. Nach 400 Metern erreicht der Ring die Kreuzung Knorrstraße/Belgradstraße. Im Anschluss daran mündet die Straße über Verbindungsrampen in den Petueltunnel. Den weiteren Verlauf in östlicher Richtung folgend endet der Petuelring im Petueltunnel unter der Kreuzung Leopoldstraße und geht dort in die Schenkendorfstraße über. Von hier hat die Straße (über den Isarring) Anschluss nach Bogenhausen, oder (in östlicher Fahrtrichtung über einen Seitentunnel) zur A 9 Richtung Nürnberg/Berlin.
Zwischen Knorrstraße/Belgradstraße und Leopoldstraße wurde über dem verglasten Petueltunnel der Petuelpark angelegt. Dort liegt auch das Freibad Georgenschwaige, im Süden schließt sich der Luitpoldpark an.

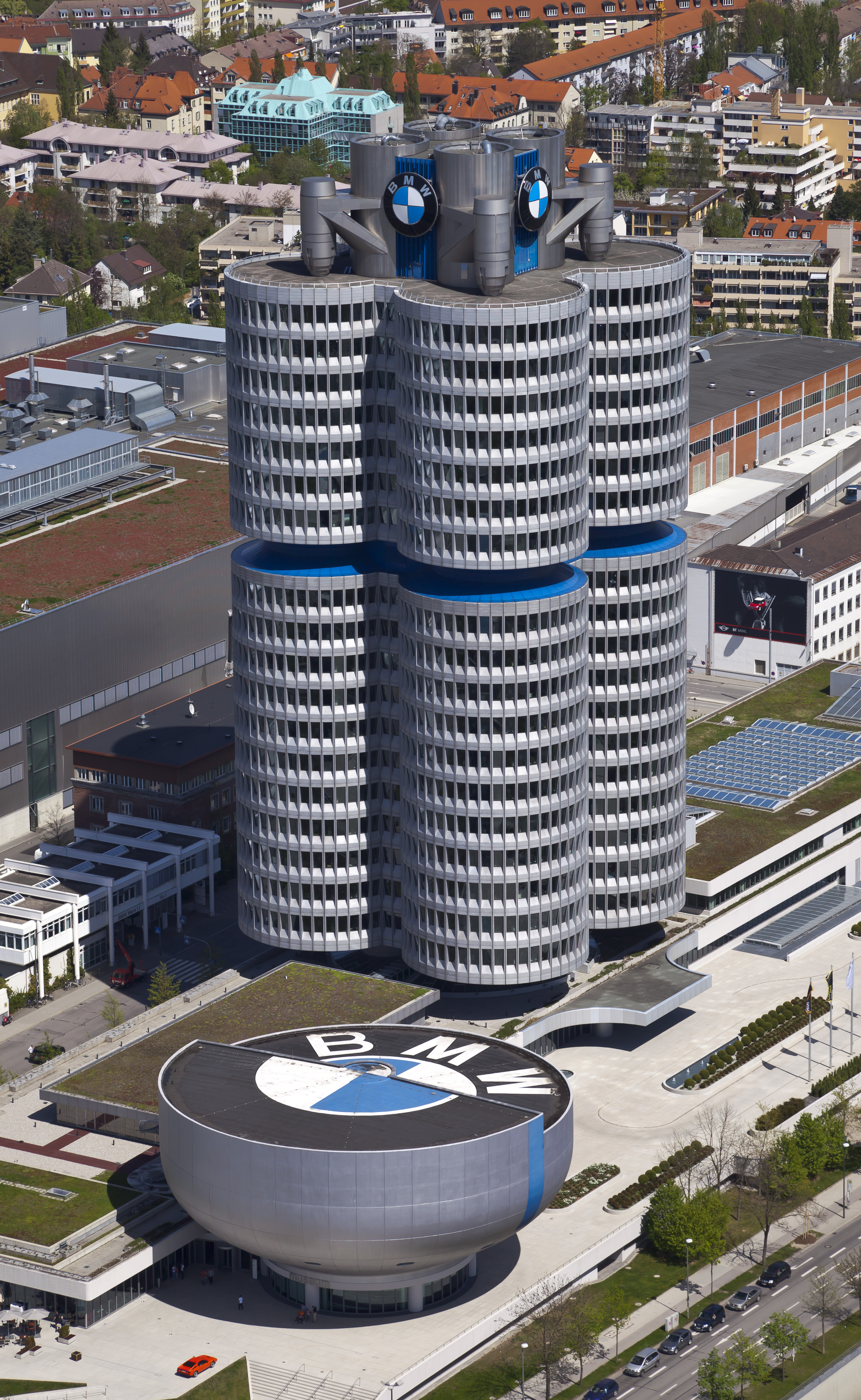
BMW-Museum
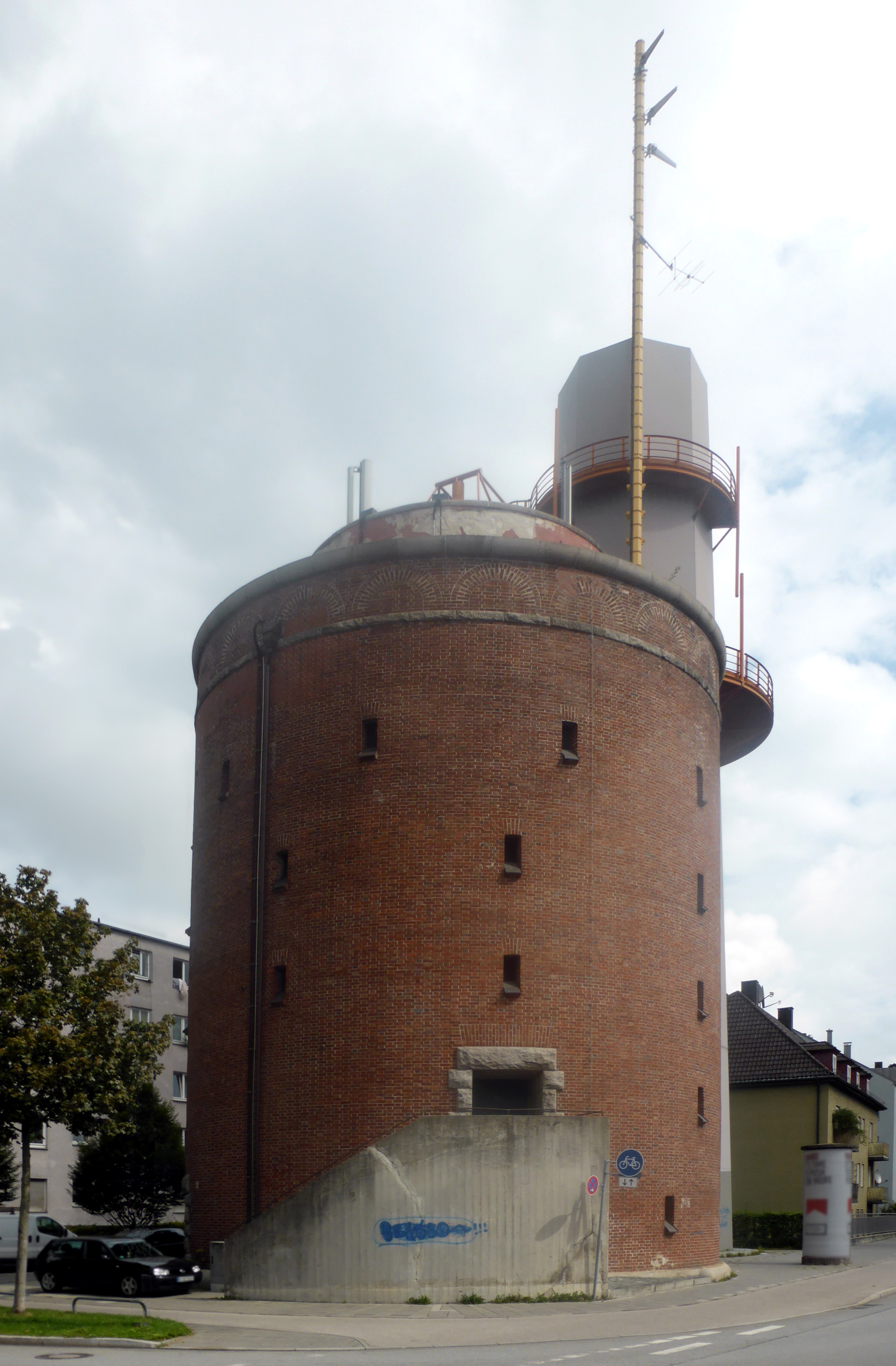
Hochbunker Riesenfeldstraße Ecke Petuelring
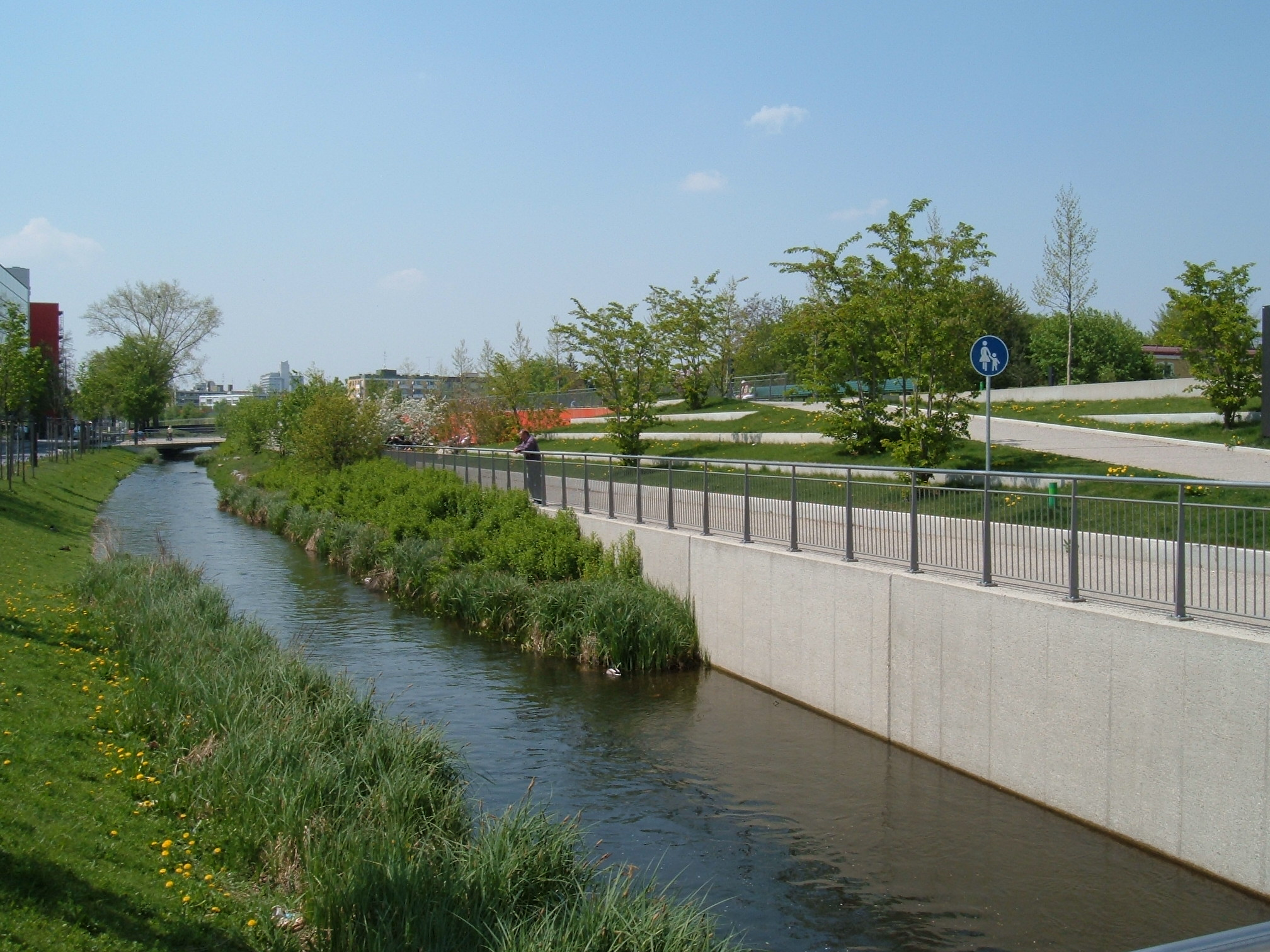
Nymphenburg-Biedersteiner Kanal
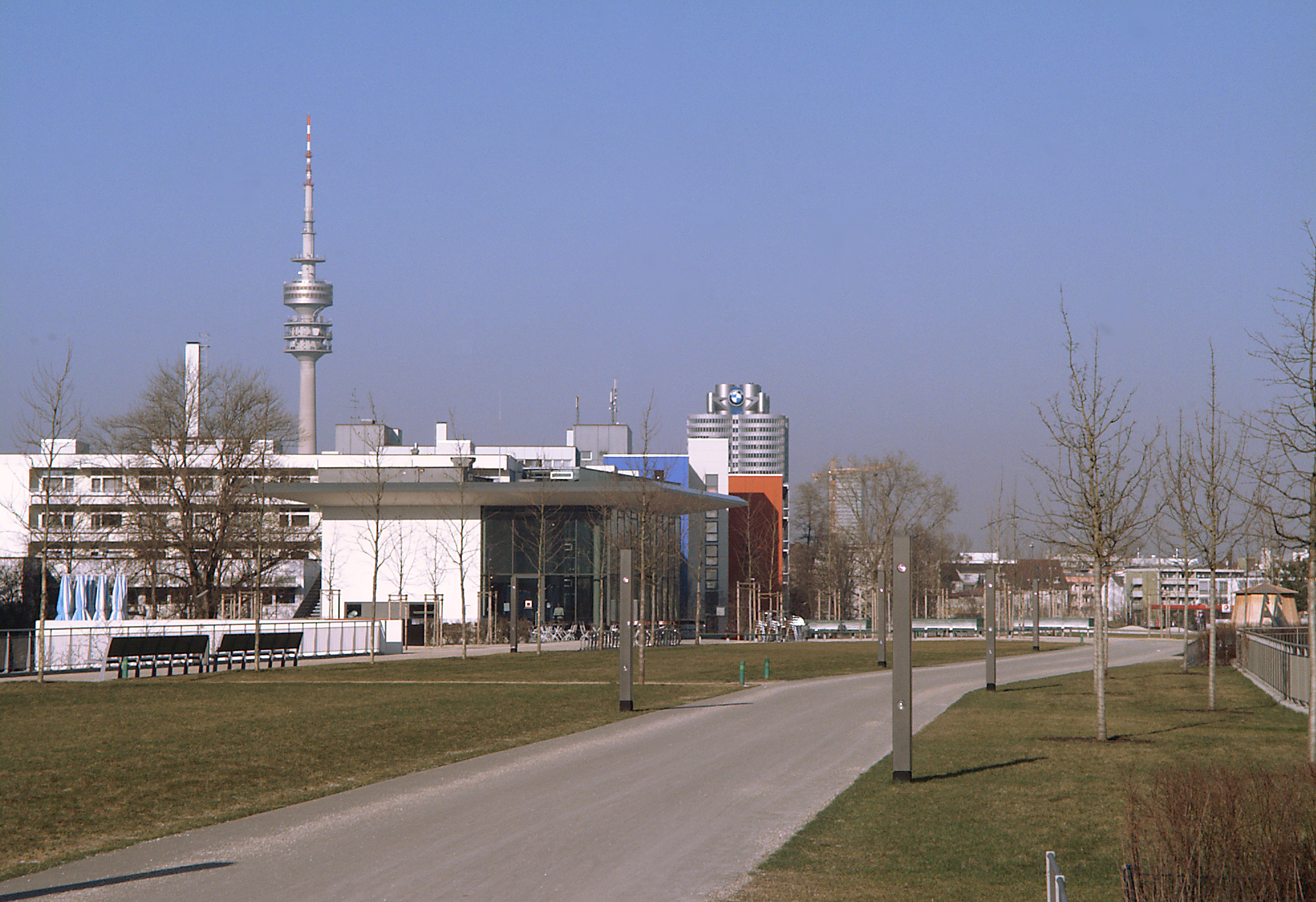
Petuelpark
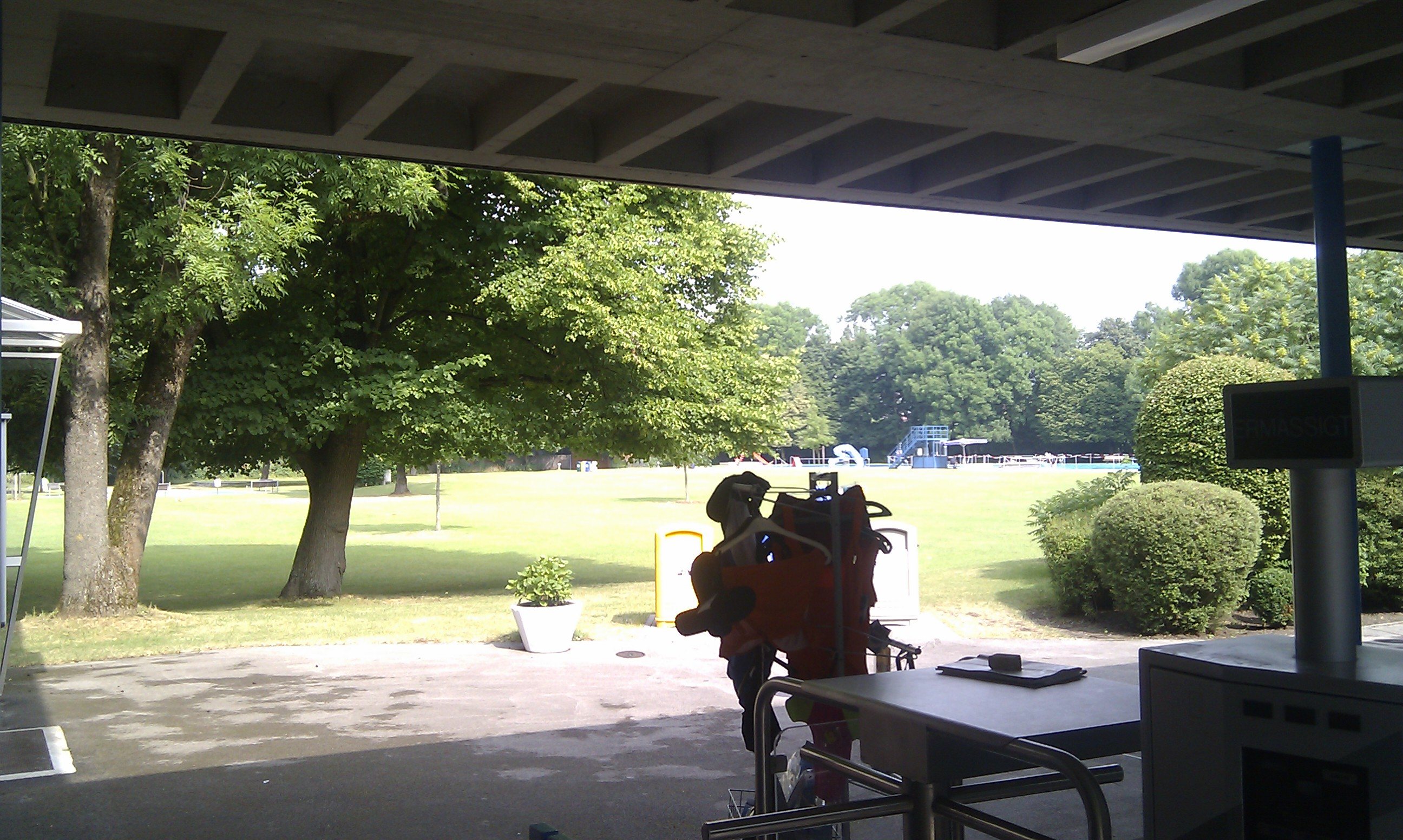
Bad Georgenschwaige
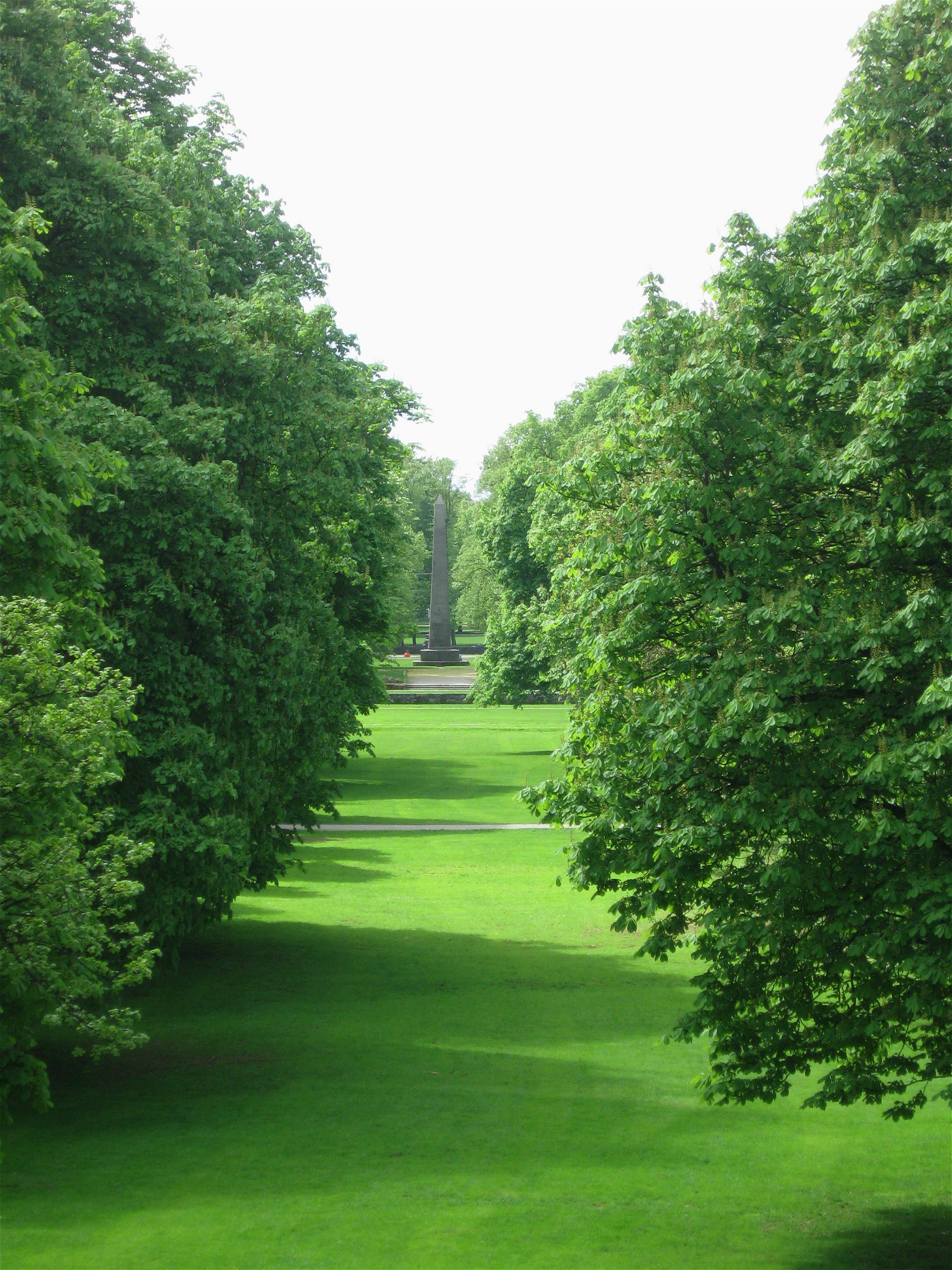
Luitpoldpark

## Verkehr
Im Münchner Verkehrsnetz hat der Petuelring als Teil des Mittleren Rings große Bedeutung. Bis zu 107.500 Fahrzeuge passieren jeden Tag den Ring. Dieser ist durchgehend vierstreifig ausgebaut. Im Teilbereich des Mittleren Ringes sind die Richtungsfahrbahnen getrennt. An der Oberfläche über dem Petueltunnel beträgt die Verkehrsbelastung 30.000 Fahrzeuge pro Tag.
Im westlichen Bereich zwischen Lerchenauer und Schleißheimer Straße verläuft die U-Bahn-Linie U 3 direkt unter der Straße. Südlich der Kreuzung Schleißheimer Straße befindet sich der U-Bahnhof Petuelring.

## Geschichte
Der Petuelring war im 19. Jahrhundert nur ein besserer Feldweg. Erst durch die Befestigung von Ludwig II. wurde daraus eine richtige Straße. Er ist benannt nach Ludwig Petuel sen. und Ludwig Petuel jun. Der Vater zog 1868 nach Milbertshofen und erwirtschaftete hier ein Vermögen, von dem er große Teile in die Bausubstanz Milbertshofens steckte. Auch sein Sohn stellte immer wieder Grundstücke für städtebauliche Projekte zur Verfügung.
Der Petuelring entstand aus der Petuelstraße. Diese begann am damaligen Triburger Platz (48° 10′ 27,69″ N, 11° 33′ 36,68″ O). Er folgte dem Nymphenburg-Biedersteiner Kanal und ging an der Kreuzung Belgradstraße in die Schenkendorfstraße über.
Der Petuelring wurde 1961 fertiggestellt. Dazu wurde auch ein Gelände aus der Petuelstiftung mit einbezogen. Zwischen den Haltestellen der Rümann- und Keferloherstraße wurde für die damalige Linie 8 eine Straßenbahnunterführung gebaut und als Petueltunnel bezeichnet (48° 10′ 40,66″ N, 11° 34′ 29,51″ O).
Da die Verkehrsbelastung stetig stieg, wurde in den 1980er Jahren mit den Planungen zu einem Tunnel begonnen. Diese wurden nach den Kommunalwahlen 1990 durch Beteiligung der Grünen gestoppt. Nach dem Bürgerentscheid 1996 „Drei Tunnel braucht der Ring“ entschieden sich die Münchner Bürger mit einer knappen Mehrheit von 50,7 Prozent für den Bau des Petueltunnels und gegen die rot-grüne Rathausmehrheit.
1993 legte die Stadt den durch die Trambahnlinien 12 und 13 bedienten ersten Petueltunnel still.

## Petueltunnel
Der Bau des neuen Petueltunnel wurde 1997 begonnen, was zu Beeinträchtigungen durch die Baustelle führte. Die feierliche Eröffnung fand am 6. Juni 2002 statt. Sowohl der Petueltunnel als auch die darüber liegende Straße im Bereich Schleißheimer Straße bis Leopoldstraße tragen weiterhin den Namen Petuelring.

## Petuelpark

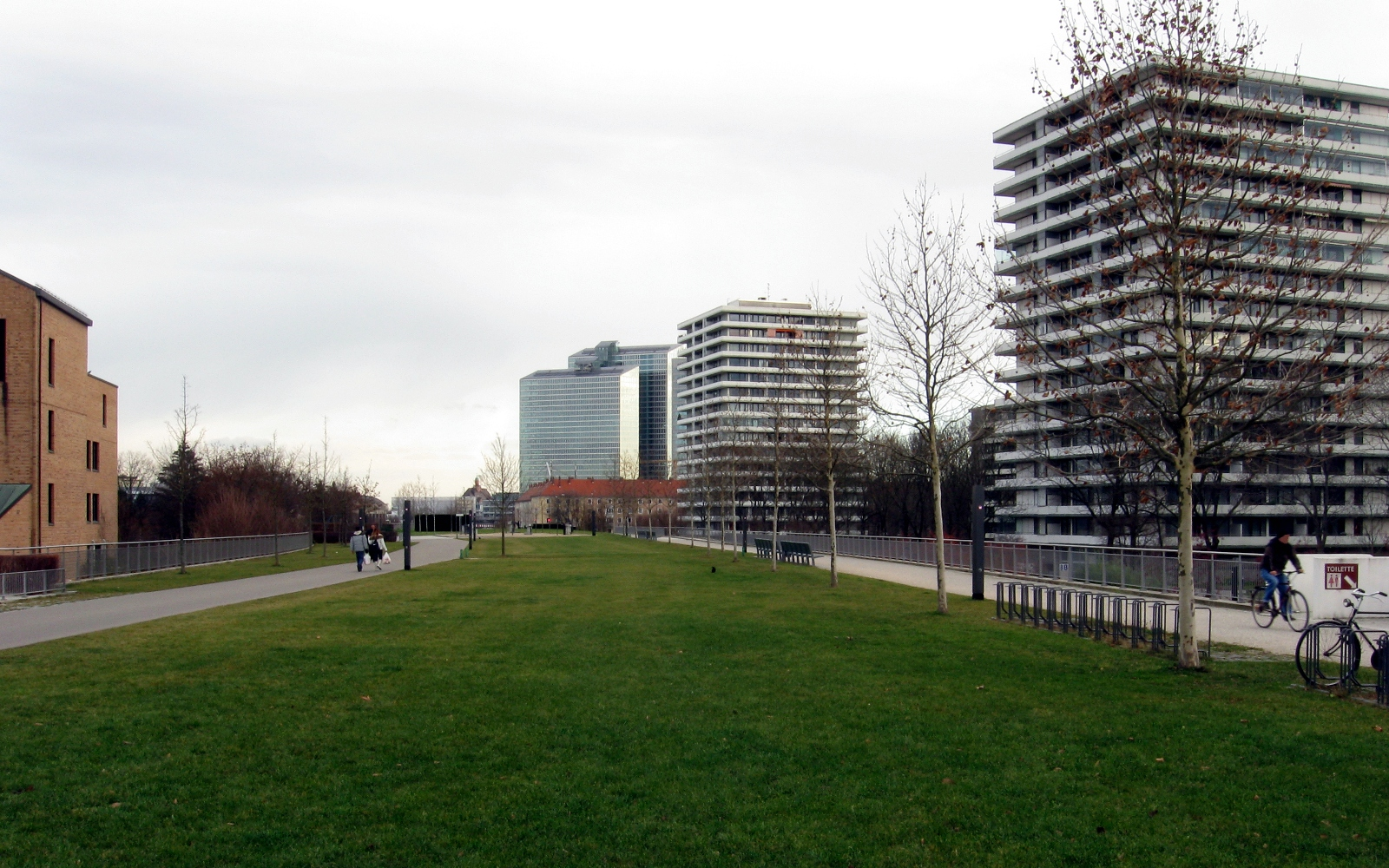
Petuelpark

Nach Abschluss der Bauarbeiten am Tunnel entstand von 2002 bis 2004 zwischen Knorrstraße/Belgradstraße und Leopoldstraße der 7,4 Hektar große Petuelpark. Der erhöhte Teil wird von weitläufigen Grasflächen dominiert, auf der tieferen Ebene wurden sogenannte „Themengärten“ eingerichtet.

## Namensgeber
Die Straße ist nach mehreren Mitgliedern der Familie Petuel benannt. Ludwig Petuel sen. war Brauer aus Freising und ließ einen Kanalweg ausbauen, auf dessen Trasse heute der Petuelring verläuft. Sein Sohn Ludwig jun. und dessen Ehefrau Karolina vermachten wegen Kinderlosigkeit ihr gesamtes Vermögen in den 1930er Jahren der Stadt München. Seit den 1950ern wird es in der Ludwig-und-Lina-Petuel-Stiftung verwaltet.